# Джебель-Баркал
Джебель-Баркал (араб. جبل بركل‎ — Dschabal Barkal, древнеегипет. ḏw wˁb — «Священная скала») — скала, высотой в 98 метров в извилине Нила в северной части Судана, носившей в древности имя Нубии. 
Обозначает местонахождение Напаты — столицы древнего государства Куш. С тех времён на Джебель-Баркале сохранились руины великого храма Амона (построен преимущественно при Пианхи), ещё 12 храмов и трёх нубийских дворцов. Систематическое исследование Джебель-Баркала началось в 1916 г. под руководством Дж. Э. Рейснера. С 1970-х годов раскопки проводятся Римским университетом Ла Сапиенца вместе с группой исследователей Бостонского музея. В 2003 г. древности Джебель-Баркала были внесены ЮНЕСКО в число памятников Всемирного наследия.

## Пирамиды
Пирамиды Джебель-Баркал датируются начиная с III в до н. э.
- Bar. 1 Фараон I в до н. э.
- Bar. 2 Фараон Теритекас (ok. 29-25 гг. до н. э.)
- Bar. 4 Царица Аманирена (?) (I в до н. э.)
- Bar. 6 Королева Навидемак (I в до н. э.)
- Bar. 7 Фараон Сабракамани (?) (III в до н. э.)
- Bar. 9 Фараон или Царица, начало II в н. э.
- Bar. 11 Фараон Актисанес или Ариамани (III в до н. э.)
- Bar. 14 Фараон Актисанес или Ариамани (III в до н. э.)
- Bar. 15 Фараон Каш… (?) (III в до н. э.)

## Галерея
- Поле пирамид
- Вид с вершины Джебель-Баркал на руины Напаты
- План большого храма Амона в Напата, расположенного возле Джебель-Баркал
- Развалины большого храма Амона в Напата